# Raúl Lozano
Raúl Lozano (La Plata, 3 maggio 1956) è un allenatore di pallavolo argentino, selezionatore della nazionale maschile ucraina.

## Carriera
La carriera di Raúl Lozano inizia in Argentina, dove ottiene diversi successi con il Ferro Carril Oeste, fra cui due Campionati Metropolitani, un campionato argentino e la Coppa dei Campioni Sudamericana 1986-87.
Nella stagione 1988-89 si trasferisce in Italia, dove per i primi due anni allena nel campionato cadetto dapprima il Pordenone e poi l'Indomita Salerno; dopo un positivo campionato di Serie A1 con la Marconi, in cui porta la matricola spoletina a giocarsi l'accesso alle semifinali scudetto, passa al Gonzaga Milano con cui ottiene successi internazionali nella Coppa del Mondo per club e nella Coppa delle Coppe.
Nel 1994 diventa commissario tecnico della nazionale maschile spagnola, vincendo la medaglia d'argento all'Universiade dell'anno successivo; terminata questa esperienza torna nel campionato italiano, allenando prima la Lube e poi il Palermo, conducendo i siciliani al primo e unico successo europeo della loro storia, la Coppa CEV 1998-99. Dopo un breve ritorno alla guida della Spagna passa alla Treviso, cogliendo subito la vittoria del campionato e della Supercoppa italiana.
Dopo una parentesi in Grecia con l'Īraklīs Salonicco e una seconda esperienza alla Lube, diventa allenatore della nazionale maschile polacca, rimanendo in carica per tre anni e raggiungendo la medaglia d'argento al campionato mondiale 2006 in Giappone. Nel 2008 passa alla guida della nazionale maschile tedesca, portandola alla vittoria nell'European League 2009.
Nel 2022 ha allenato Hiroshima Thunders. Dal 2024 è direttore tecnico del WKS Czarni Radom e siede sulla panchina della nazionale maschile ucraina, con cui nello stesso anno vince la European Golden League.

## Palmarès

### Club
- Campionato Metropolitano: 2

1983, 1985
- Campionato argentino: 1

1987
- Campionato italiano: 1

2000-01
- Supercoppa italiana: 1

2000
- Coppa dei Campioni Sudamericana: 1

1986-87
- Coppa delle Coppe: 1

1992-93
- Coppa CEV: 1

1998-99
- Campionato mondiale per club: 1

1992

### Nazionale
- Universiade 1995
- European League 2009
- European Golden League 2024